# Wassenberg

Wassenberg est une ville de Rhénanie-du-Nord-Westphalie (Allemagne), située dans l'arrondissement de Heinsberg, dans le district de Cologne, dans le Landschaftsverband de Rhénanie.

## Histoire
| Appartenances historiques Seigneurie d'Heinsberg 1058-1472 Duché de Juliers 1472-1797 République cisrhénane (Roer) 1797-1802 République française (Roer) 1802-1804 Empire français (Roer) 1804-1813 Royaume de Prusse (Province de Juliers-Clèves-Berg) 1815-1822 Royaume de Prusse (Province de Rhénanie) 1822-1918 République de Weimar 1918-1933 Reich allemand 1933-1945 Allemagne occupée 1945-1949 Allemagne 1949-présent |

Wassenberg est mentionné pour la première fois en 1020. Cependant, le château de Wassenberg (allemand: Burg Wassenberg) existe depuis plus longtemps. Il était probablement basé sur une forteresse romaine. En 1020, l'empereur Henri II cède le château et la terre de Wassenberg à Gérard I d'Antoing (nl) (vers 970 - après 1042), seigneur de Wassenberg, qui le conserve désormais comme allodium. Aucun droit de compte n'était attaché à Wassenberg. Cela a établi la lignée du comte qui, quatre générations plus tard, a jeté les bases du comté de Gueldre du château de Wassenberg et auquel les duchés de Juliers, Clèves et Berg se sont finalement associés. Le château de Wassenberg est l'un des trois forts des collines du Bas-Rhin à côté de Clèves et de Liedberg. En 1273, Wassenberg obtient les droits de cité, confirmés en 1972 par une redistribution municipale.
Un fragment de l'enceinte de 1420 est encore debout et visible dans un parc.

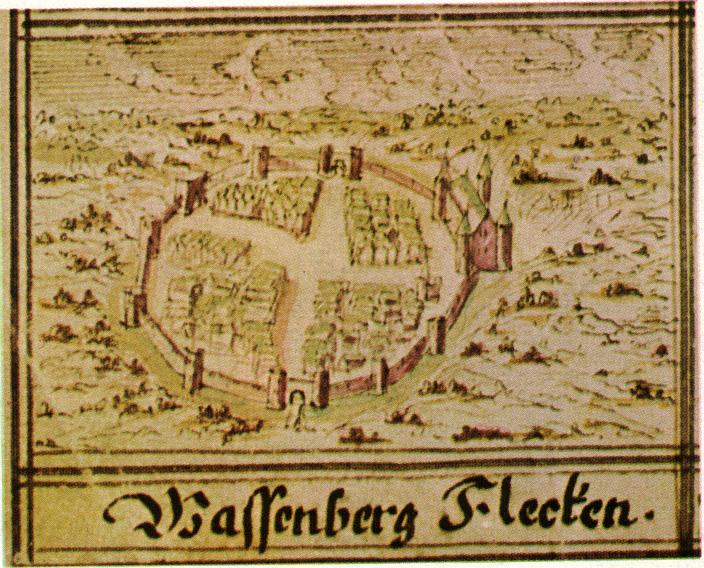
Vue de la ville au XVIIIe siècle tirée du Codex Welser
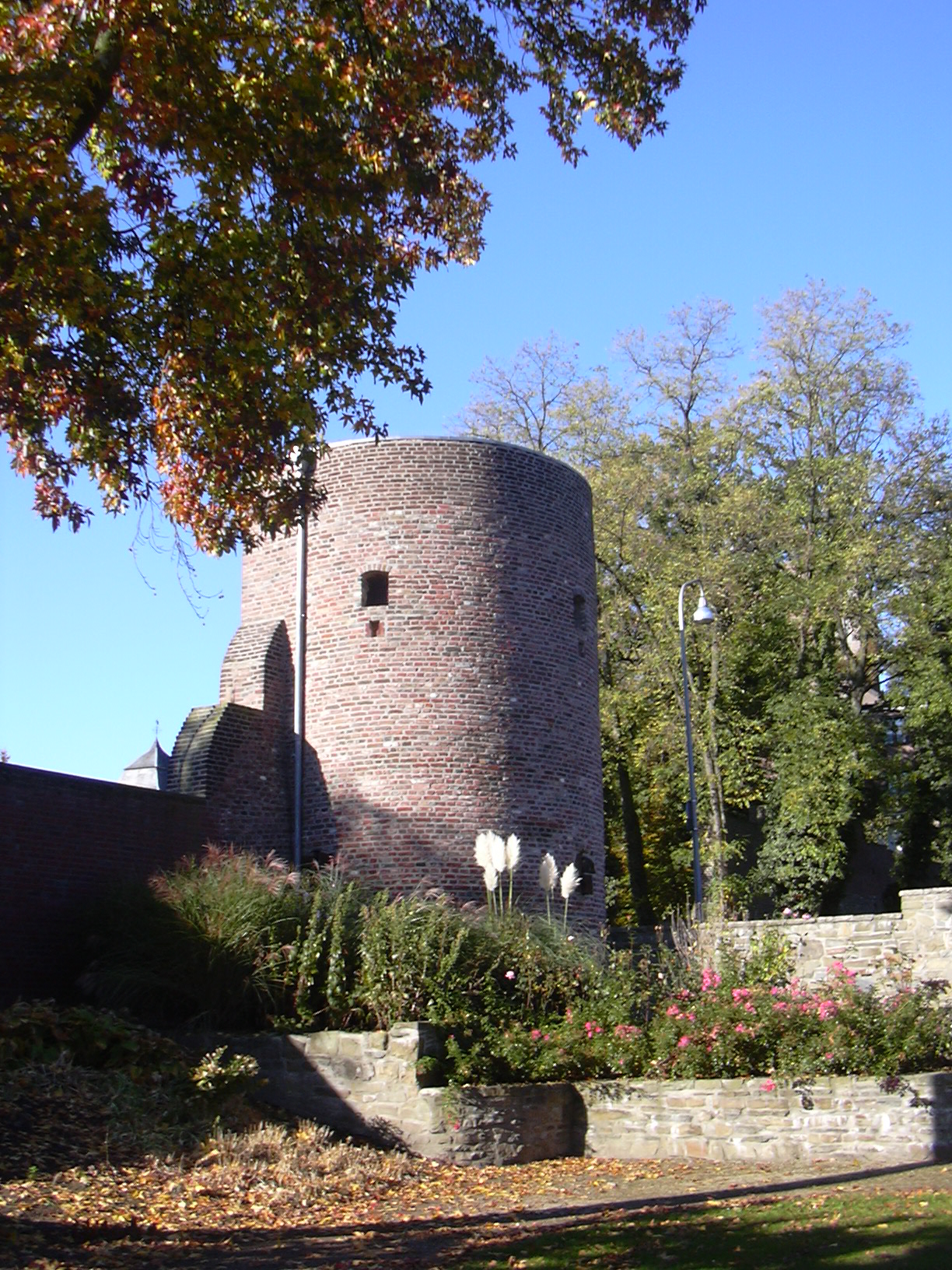
Tour de défense et un pan de mur de l'ancienne enceinte de la ville